# Adjarra
Adjarra è una città situata nel dipartimento di Ouémé nello Stato del Benin con 68 804 abitanti (stima 2006).